# Glaphyria
Glaphyria är ett släkte av fjärilar. Glaphyria ingår i familjen Crambidae.

## Bildgalleri

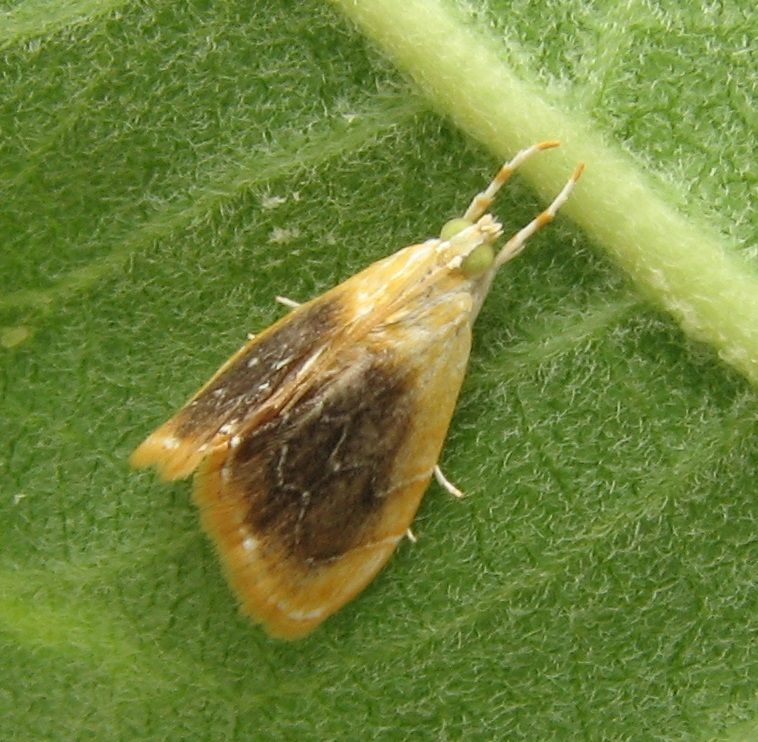
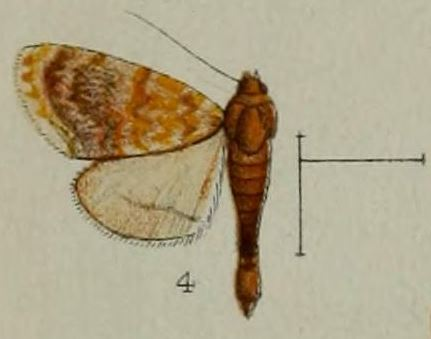

## Dottertaxa tillGlaphyria, i alfabetisk ordning[1]
- Glaphyria albifascialis
- Glaphyria albolineata
- Glaphyria atmocharis
- Glaphyria badierana
- Glaphyria basiflavalis
- Glaphyria bilinealis
- Glaphyria cappsi
- Glaphyria citronalis
- Glaphyria condensata
- Glaphyria crambidalis
- Glaphyria cymalis
- Glaphyria decisa
- Glaphyria dichordalis
- Glaphyria distictalis
- Glaphyria dolatalis
- Glaphyria falcatalis
- Glaphyria flavidalis
- Glaphyria fulminalis
- Glaphyria furvalis
- Glaphyria glaphyralis
- Glaphyria invisalis
- Glaphyria leucostictalis
- Glaphyria micralis
- Glaphyria moribundalis
- Glaphyria oriola
- Glaphyria peremptalis
- Glaphyria polycyma
- Glaphyria pomonalis
- Glaphyria rufescens
- Glaphyria sesquistrialis
- Glaphyria spinacrista
- Glaphyria spinasingularis
- Glaphyria stellaspina
- Glaphyria stipatalis
- Glaphyria tetraspina